# Torpedni brodovi klase Turya
Klasa Turya je NATO oznaka za klasu sovjetskih torpednih brodova razvijenih 1970-ih godina. Sovjetska oznaka je Projekt 206M.

## Dizajn i razvoj
Klasa Turya je razvijena na osnovu klase Shershen iz 1960-ih. Na krmu je ugrađen teži dvocijevni 57 mm top kao odgovor na NATO-ove brze napadačke brodove koji su opremani sa 76 mm topom. Na krmi se nalazio i tegljeni sonar no ovo nije bilo uključeno i u izvozne brodove. Iz 533 mm torpednih cijevi su se mogli lansirati protupodmornička i protubrodska torpeda. 
Za potrebe sovjetske mornarice je napravljeno oko 30 brodova, no pretpostavlja se da ih je danas aktivno samo pet.

Osim SSSR, Turyu je koristila Kuba (devet), Etiopija (dva), Kambodža (dva), Sejšeli (jedan) i Vijetnam (pet brodova, dostavljeni 1984.).